# Chytonix albimacula
Chytonix albimacula är en fjärilsart som beskrevs av Antonius Johannes Theodorus Janse 1940. Chytonix albimacula ingår i släktet Chytonix och familjen nattflyn. Inga underarter finns listade i Catalogue of Life.